# Lista siturilor arheologice din județul Tulcea - P
Lista siturilor arheologice din județul Tulcea - P conține toate siturile arheologice din județul Tulcea înscrise în Repertoriul Arheologic Național (RAN) și aflate în localități al căror nume începe cu litera P. RAN este administrat de Ministerul Culturii și Patrimoniului Național și cuprinde date științifice, cartografice, topografice, imagini și planuri, precum și orice alte informații privitoare la zonele cu potențial arheologic, studiate sau nu, încă existente sau dispărute.
Puteți căuta un sit din localitățile care încep cu litera P folosind formularul de mai jos sau puteți naviga prin toate siturile din județ la Lista siturilor arheologice din județul Tulcea.
| Cod RAN                                   | Denumire | Localitate                         | Adresă                   | Datare                            | Descoperit | Coordonate                                    | Imagine           | Erori            |
| ----------------------------------------- | --- | ---------------------------------- | ------------------------ | --------------------------------- | ---------- | --------------------------------------------- | ----------------- | ---------------- |
| 161339.01.01 (Cod LMI: TL-I-m-B-05873.02) | Situl arheologic de la Parcheș - "Bugeac" / ansamblu anonim (Categorie: locuire) (Tip: Așezare)                                                             | sat Parcheș, comuna Somova         | Bugeac                   | geto-dacică                       |            |                                               | Încărcați imagine | Raportați eroare |
| 161339.01.02 (Cod LMI: TL-I-m-B-05873.01) | Situl arheologic de la Parcheș - "Bugeac" / ansamblu anonim (Categorie: locuire) (Tip: Așezare)                                                             | sat Parcheș, comuna Somova         | Bugeac                   |                                   |            |                                               | Încărcați imagine | Raportați eroare |
| 161339.02.01 (Cod LMI: TL-I-s-B-05874)    | Așezarea medievală de la Parcheș - "Iarba Dulce" / ansamblu anonim (Categorie: locuire civilă) (Tip: Așezare)                                               | sat Parcheș, comuna Somova         | Iarba Dulce              |                                   |            |                                               | Încărcați imagine | Raportați eroare |
| 161339.03.01 (Cod LMI: TL-I-s-B-05875)    | Așezare Latene de la Parcheș-la limita de N a satului / ansamblu anonim (Categorie: locuire civilă) (Tip: Așezare)                                          | sat Parcheș, comuna Somova         | la limita de N a satului | geto-dacică                       |            |                                               | Încărcați imagine | Raportați eroare |
| 161160.01.01 (Cod LMI: TL-I-s-B-05876)    | Fortificația romană de Peceneaga - "La Cordon" / ansamblu anonim (Categorie: fortificație) (Tip: Fortificație)                                              | sat Peceneaga, comuna Peceneaga    | La Cordon                |                                   |            |                                               | Încărcați imagine | Raportați eroare |
| 161160.02.01 (Cod LMI: TL-I-m-B-05877.03) | Situl arheologic de la Peceneaga - "La Piscul Sărat" / ansamblu anonim (Categorie: locuire) (Tip: Așezare)                                                  | sat Peceneaga, comuna Peceneaga    | La Piscul Sărat          | geto-dacică                       |            |                                               | Încărcați imagine | Raportați eroare |
| 161160.02.02 (Cod LMI: TL-I-m-B-05877.02) | Situl arheologic de la Peceneaga - "La Piscul Sărat" / ansamblu anonim (Categorie: locuire) (Tip: Așezare)                                                  | sat Peceneaga, comuna Peceneaga    | La Piscul Sărat          |                                   |            |                                               | Încărcați imagine | Raportați eroare |
| 161160.02.03 (Cod LMI: TL-I-m-B-05877.01) | Situl arheologic de la Peceneaga - "La Piscul Sărat" / ansamblu anonim (Categorie: locuire) (Tip: Așezare)                                                  | sat Peceneaga, comuna Peceneaga    | La Piscul Sărat          |                                   |            |                                               | Încărcați imagine | Raportați eroare |
| 161160.03.01 (Cod LMI: TL-I-m-B-05878.02) | Situl Latene de la Peceneaga - "Dealul Cazacului" / ansamblu anonim (Categorie: locuire) (Tip: Necropolă tumulară)                                          | sat Peceneaga, comuna Peceneaga    | Dealul Cazacului         | geto-dacică                       |            |                                               | Încărcați imagine | Raportați eroare |
| 161160.03.02 (Cod LMI: TL-I-m-B-05878.01) | Situl Latene de la Peceneaga - "Dealul Cazacului" / ansamblu anonim (Categorie: locuire) (Tip: Val)                                                         | sat Peceneaga, comuna Peceneaga    | Dealul Cazacului         |                                   |            |                                               | Încărcați imagine | Raportați eroare |
| 159927.01.01 (Cod LMI: TL-I-s-B-05879)    | Așezarea medievală de la Periprava / ansamblu anonim (Categorie: locuire civilă) (Tip: Așezare)                                                             | sat Periprava, comuna C.A. Rosetti |                          |                                   |            |                                               | Încărcați imagine | Raportați eroare |
| 160966.01.01 (Cod LMI: TL-I-s-B-05880)    | Așezare romano-bizantină de la Plopu - Sărătura Beibugeac / ansamblu anonim (Categorie: locuire civilă) (Tip: Așezare rurală)                               | sat Plopul, comuna Murighiol       | Sărătura Beibugeac       | sec. IV-VI                        |            |                                               | Încărcați imagine | Raportați eroare |
| 160412.01.01 (Cod LMI: TL-I-s-B-05881)    | Așezarea medievală timpurie de la Poșta-în partea de SV a satului / ansamblu anonim (Categorie: locuire civilă) (Tip: Așezare)                              | sat Poșta, comuna Frecăței         |                          | sec. X-XI                         |            |                                               | Încărcați imagine | Raportați eroare |
| 160412.02.01 (Cod LMI: TL-I-m-B-05882.02) | Situl arheologic de la Poșta-în partea de NV a satului / ansamblu anonim (Categorie: locuire) (Tip: Așezare)                                                | sat Poșta, comuna Frecăței         |                          | geto-dacică sec. IV - III a. Chr. |            |                                               | Încărcați imagine | Raportați eroare |
| 160412.02.02 (Cod LMI: TL-I-m-B-05882.01) | Situl arheologic de la Poșta-în partea de NV a satului / ansamblu anonim (Categorie: locuire) (Tip: Așezare)                                                | sat Poșta, comuna Frecăței         |                          |                                   |            |                                               | Încărcați imagine | Raportați eroare |
| 160412.03.01 (Cod LMI: TL-I-m-B-05883.01) | Situl arheologic de la Poșta / ansamblu anonim (Categorie: locuire) (Tip: Așezare)                                                                          | sat Poșta, comuna Frecăței         |                          | geto-dacică sec. VI - V a. Chr.   |            |                                               | Încărcați imagine | Raportați eroare |
| 160412.03.02 (Cod LMI: TL-I-s-B-05883)    | Situl arheologic de la Poșta / ansamblu anonim (Categorie: locuire) (Tip: Necropolă)                                                                        | sat Poșta, comuna Frecăței         |                          | sec. II-III                       |            |                                               | Încărcați imagine | Raportați eroare |
| 160412.05.01 (Cod LMI: TL-I-s-B-05885)    | Villa rustica de la Poșta - "Livada Maicilor" / ansamblu anonim (Categorie: locuire civilă) (Tip: Villa rustica)                                            | sat Poșta, comuna Frecăței         | Livada Maicilor          | romană sec. II-III                |            |                                               | Încărcați imagine | Raportați eroare |
| 160412.06.01 (Cod LMI: TL-I-s-B-05886)    | Așezarea medievală de la Poșta-Vatra satului / ansamblu anonim (Categorie: locuire civilă) (Tip: Așezare)                                                   | sat Poșta, comuna Frecăței         | Vatra satului            | sec. XVII-XVIII                   |            |                                               | Încărcați imagine | Raportați eroare |
| 160412.07.01 (Cod LMI: TL-I-s-B-05887)    | Villa rustica de la Poșta / ansamblu anonim (Categorie: locuire civilă) (Tip: Villa rustica)                                                                | sat Poșta, comuna Frecăței         |                          | romană                            |            |                                               | Încărcați imagine | Raportați eroare |
| 160412.09.01                              | Necropola hallstattiană de la Poșta - "Valea Celicului" / ansamblu anonim (Categorie: descoperire funerară) (Tip: Necropolă)                                | sat Poșta, comuna Frecăței         | Valea Celicului          | Babadag - III sec.VII-V           |            |                                               | Încărcați imagine | Raportați eroare |
| 160412.09.02                              | Necropola hallstattiană de la Poșta - "Valea Celicului" / ansamblu anonim (Categorie: descoperire funerară) (Tip: Așezare)                                  | sat Poșta, comuna Frecăței         | Valea Celicului          | Babadag - III sec.VII-V           |            |                                               | Încărcați imagine | Raportați eroare |
| 160966.02.01                              | Tumulii de la Plopu / ansamblu Tumulii de la Plopu (Categorie: tumul) (Tip: tumuli)                                                                         | sat Plopul, comuna Murighiol       |                          |                                   |            | 45°02′13″N 29°06′20″E / 45.03703°N 29.10556°E | Încărcați imagine | Raportați eroare |
| 160412.08.01                              | Situl arheologic de la Piatra Frecăței - "Cotul Celicului" (Necropola și așezarea de la Celic Dere) / ansamblu anonim (Categorie: locuire) (Tip: Necropolă) | sat Poșta, comuna Frecăței         | Cotul Celicului          | romană                            |            | 45°07′22″N 28°36′55″E / 45.12278°N 28.61528°E | Încărcați imagine | Raportați eroare |
| 160412.08.02                              | Situl arheologic de la Piatra Frecăței - "Cotul Celicului" (Necropola și așezarea de la Celic Dere) / ansamblu anonim (Categorie: locuire) (Tip: Așezare)   | sat Poșta, comuna Frecăței         | Cotul Celicului          | sec. I-II                         |            | 45°07′22″N 28°36′55″E / 45.12278°N 28.61528°E | Încărcați imagine | Raportați eroare |
| 160412.08.03                              | Situl arheologic de la Piatra Frecăței - "Cotul Celicului" (Necropola și așezarea de la Celic Dere) / ansamblu anonim (Categorie: locuire) (Tip: Așezare)   | sat Poșta, comuna Frecăței         | Cotul Celicului          | sec. IV-V                         |            | 45°07′22″N 28°36′55″E / 45.12278°N 28.61528°E | Încărcați imagine | Raportați eroare |